# Академічне веслування на літніх Олімпійських іграх 2012
Змагання з академічного веслування на літніх Олімпійських іграх 2012 пройшли з 28 липня по 5 серпня. Були розіграні 14 комплектів нагород серед 550 спортсменів, 353 чоловіків і 197 жінок. Змагання включали у себе використання двох типів човнів (важких і легких), і два стилі веслування: розпашне веслування, де спортсмени використовують по одному веслу, і парне веслування, де використовуються пара весел.

## Календар
| П | Попередній етап | ⅛ | Одна восьма | ¼ | Чвертьфінали | ½ | Півфінали | Ф | Фінал |

| Змагання ↓ / Дата →                 | Суб 28 | Нед 29 | Пон 30 | Вів 31 | Сер 1 | Чет 2 | П'ят 3 | Суб 4 |
| ----------------------------------- | ------ | ------ | ------ | ------ | ----- | ----- | ------ | ----- |
| Одинаки (чоловіки)                  | П      | ⅛      |        | ¼      | ½     |       | Ф      |       |
| Двійки (чоловіки)                   | П      |        | ¼      |        | ½     |       | Ф      |       |
| Парні двійки (чоловіки)             | П      | ¼      |        | ½      |       | Ф     |        |       |
| Парні двійки, легка вага (чоловіки) |        | П      |        | ¼      |       | ½     |        | Ф     |
| Четвірки (чоловіки)                 |        |        | П      | ¼      |       | ½     |        | Ф     |
| Парні четвірки (чоловіки)           | П      |        | ¼      |        | ½     |       | Ф      |       |
| Четвірки, легка вага (чоловіки)     | П      | ¼      |        | ½      |       | Ф     |        |       |
| Вісімки (чоловіки)                  | П      |        | ½      |        | Ф     |       |        |       |
| Одинаки (жінки)                     | П      | ⅛      |        | ¼      |       | ½     |        | Ф     |
| Двійки (жінки)                      | П      |        | ½      |        | Ф     |       |        |       |
| Парні двійки (жінки)                |        |        | П      | ½      |       |       | Ф      |       |
| Парні двійки, легка вага (жінки)    |        | П      |        | ¼      |       | ½     |        | Ф     |
| Парні четвірки (жінки)              | П      |        | ½      |        | Ф     |       |        |       |
| Вісімки (жінки)                     |        | П      |        | ½      |       | Ф     |        |       |

## Медалі

### Загальний залік
| Місце  | Країна          | Золото | Срібло | Бронза | Загалом |
| ------ | --------------- | ------ | ------ | ------ | ------- |
| 1      | Велика Британія | 4      | 2      | 3      | 9       |
| 2      | Нова Зеландія   | 3      | 0      | 2      | 5       |
| 3      | Німеччина       | 2      | 1      | 0      | 3       |
| 4      | Данія           | 1      | 1      | 1      | 3       |
| 5      | Чехія           | 1      | 1      | 0      | 2       |
| 6      | США             | 1      | 0      | 2      | 3       |
| 7      | ПАР             | 1      | 0      | 0      | 1       |
| 7      | Україна         | 1      | 0      | 0      | 1       |
| 9      | Австралія       | 0      | 3      | 2      | 5       |
| 10     | Канада          | 0      | 2      | 0      | 2       |
| 11     | Китай           | 0      | 1      | 0      | 1       |
| 11     | Хорватія        | 0      | 1      | 0      | 1       |
| 11     | Франція         | 0      | 1      | 0      | 1       |
| 11     | Італія          | 0      | 1      | 0      | 1       |
| 15     | Греція          | 0      | 0      | 1      | 1       |
| 15     | Нідерланди      | 0      | 0      | 1      | 1       |
| 15     | Польща          | 0      | 0      | 1      | 1       |
| 15     | Словенія        | 0      | 0      | 1      | 1       |
| Всього | Всього          | 14     | 14     | 14     | 42      |

### Медалісти
| Дисципліна                                    | Золото | Срібло | Бронза |
| --------------------------------------------- | --- | --- | --- |
| Парні одиночки, чоловіки детальніше           | Мае Дрісдейл · Нова Зеландія (NZL) | Ондржей Синек · Чехія (CZE) | Алан Кемпбелл · Велика Британія (GBR) |
| Парні одиночки, жінки детальніше              | Мірослава Кнапкова · Чехія (CZE) | Фіє Удбі Еріхсен · Данія (DEN) | Кім Кроу · Австралія (AUS) |
| Двійки, чоловіки детальніше                   | Нова Зеландія (NZL) Геміш Бонд Ерік Маррей | Франція (FRA) Жермен Шарден Доріан Мортелетт | Велика Британія (GBR) Джордж Неш Вільям Сетч |
| Двійки, жінки детальніше                      | Велика Британія (GBR) Гелен Гловер Гезер Стеннінг | Австралія (AUS) Кейт Горнсі Сара Тейт | Нова Зеландія (NZL) Джульєтт Гей Ребекка Скоун |
| Парні двійки, чоловіки детальніше             | Нова Зеландія (NZL) Натан Коен Джозеф Салліван | Італія (ITA) Романо Баттісті Алессіо Сарторі | Словенія (SLO) Ізток Чоп Лука Шпік |
| Парні двійки, жінки детальніше                | Велика Британія (GBR) Кетрін Грейнджер Анна Воткінс | Австралія (AUS) Кім Кроу Брук Претлі | Польща (POL) Магдалена Фулярчик Юлія Міхальська |
| Парні двійки, легка вага, чоловіки детальніше | Данія (DEN) Расмус Квіст Гансен Мадс Расмуссен | Велика Британія (GBR) Марк Гантер Зек Перчес | Нова Зеландія (NZL) Пітер Тейлор Сторм Уру |
| Парні двійки, легка вага, жінки детальніше    | Велика Британія (GBR) Кетрін Коупленд Софі Госкінг | Китай (CHN) Сю Донсян Хуан Вень'і | Греція (GRE) Христина Язідзіду Александра Цяву |
| Четвірки, чоловіки детальніше                 | Велика Британія (GBR) Алекс Грегорі Том Джеймс Піт Рід Ендрю Тріґґс-Ходж                                                                                   | Австралія (AUS) Джеймс Чепмен Джошуа Данклі-Сміт Дрю Джінн Вільям Локвуд                                                                                    | США (USA) Чарлі Коул Скотт Голт Гленн Очал Генрік Раммел |
| Четвірки, легка вага, чоловіки детальніше     | ПАР (RSA) Метью Бріттен Сізве Ндлову Джон Сміт Джеймс Томпсон                                                                                              | Велика Британія (GBR) Кріс Бартлі Пітер Чамберс Річард Чамберс Роб Вільямс                                                                                  | Данія (DEN) Якоб Барсое Ескілд Еббесен Мортен Єргенсен Каспер Вінтер Єргенсен                                                                                       |
| Парні четвірки, чоловіки детальніше           | Німеччина (GER) Тім Громанн Карл Шульце Лауріц Шооф Філліпп Венде                                                                                          | Хорватія (CRO) Дамір Мартін Давид Шайн Мартін Сінкович Валент Сінкович                                                                                      | Австралія (AUS) Карстен Форстерлінг Джеймс Макрей Кріс Морган Деніел Нунан                                                                                          |
| Парні четвірки, жінки детальніше              | Україна (UKR) Яна Дементьєва Наталія Довгодько Анастасія Коженкова Катерина Тарасенко                                                                      | Німеччина (GER) Каріна Бер Брітта Оппельт Юлія Ріхтер Аннекатрін Тіле                                                                                       | США (USA) Наталі Делл Кара Колер Меган Келмоу Едрієнн Мартеллі |
| Вісімки, чоловіки детальніше                  | Німеччина (GER) Філіп Адамські Ерік Йоганнесен Андреас Куффнер Флоріан Менніген Лукас Мюллер Максиміліан Рейнельт Ріхард Шмідт Мартін Зауер Крістоф Вільке | Канада (CAN) Габріель Берген Джеремія Браун Ендрю Бірнз Вілл Кротерс Дуглас Ксіма Роберт Гібсон Малкольм Говард Конлін Маккейб Браян Прайс                  | Велика Британія (GBR) Річард Еджінгтон Джеймс Фоуд Фелан Гілл Метью Ленгрідж Константін Лулудіс Алекс Партрідж Том Ренслі Грег Серл Мохамед Сбігі                   |
| Вісімки, жінки детальніше                     | США (USA) Ерін Кафаро Карін Дейвіс Сюзан Франсія Естер Лофгрен Елеанор Логан Керолайн Лінд Меган Мусніцькі Тейлор Рітцель Мері Віппл                       | Канада (CAN) Ешлі Брозович Кріста Галоєн Дженін Генсон Дарсі Маркардт Наталі Мастраччі Андреанн Морен Лорен Вілкінсон Леслі Томпсон-Віллі Рейчелл Вайінберг | Нідерланди (NED) Шанталь Ахтерберг Клаудія Бельдербос Карліне Боу Аннемік де Ган Сицке де Грот Нінке Кінгма Анне Схеллекенс Роліне Репелар ван Дріл Якобін Венговен |

## Спортивні об'єкти

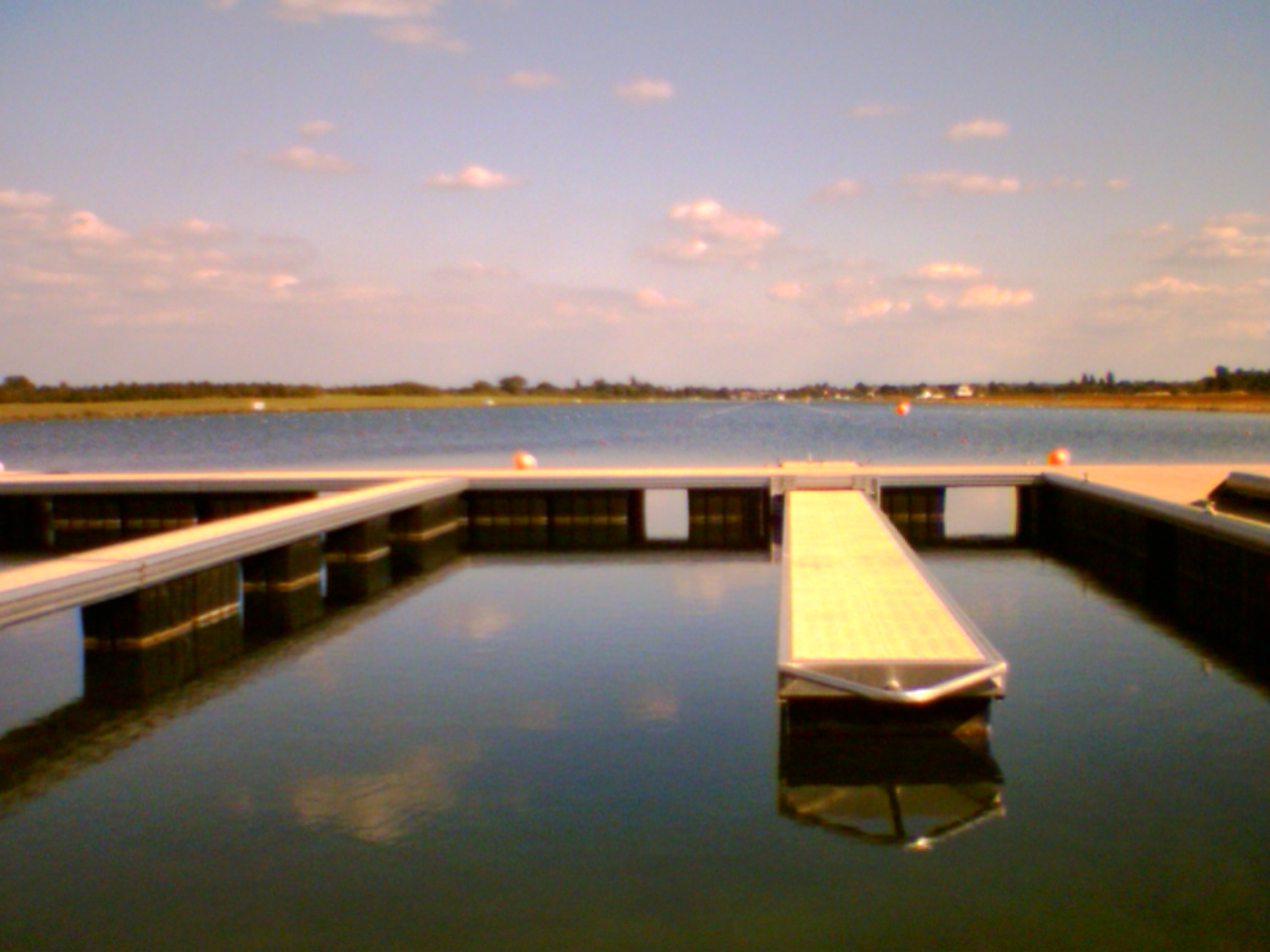
Стартова лінія в Ітон-Дорней

Всі веслувальні змагання проходили у веслувальному центрі Ітон-Дорней поблизу Віндзорського замку за 40 км на захід від Лондона. Є вісім смуг, а довжина становить 2200 метрів у довжину.
| Веслувальний канал Дорн  |
| ------------------------ |
| Вид із пташиного польоту |
| Місткість:20 000         |

## Кваліфікація
Кожна країна могла претендувати на один човен для кожного з чотирнадцяти змагань. Більшість місць кваліфікації були розподілені за підсумками чемпіонату світу 2011 року, що проходив на Бледському озері у місті Блед у Словенії, у серпні і вересні 2011 року. Місця, що надаються національним олімпійським комітетам, а не конкретним спортсменам, займають верхні одинадцять рядків у списках для чоловіків і від семи до дев'яти для жінки, за винятком вісімок, де їм надаються перші сім рядків для чоловіків і перші п'ять для жінок. Далі місця розподілялися за результатами трьох континентальних відбіркових регат в Африці, Азії та Латинській Америці, і остаточне кваліфікаційної олімпійської регати у Люцерні в Швейцарії.